# Fort Belvedere

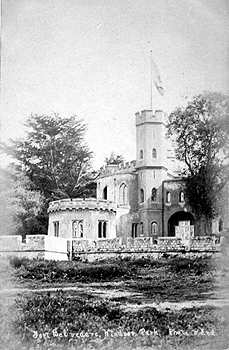
Fort Belvedere zu Anfang des 20. Jahrhunderts

Fort Belvedere ist ein Landhaus im Vereinigten Königreich auf Shrubs Hill im Windsor Great Park nahe der Ortschaft Sunningdale (Grafschaft Berkshire), liegt aber jenseits der Grenze im Bezirk Runnymede in der Grafschaft Surrey. Besonders bekannt ist Fort Belvedere, das zwischen 1750 und 1976 eine königliche Residenz war, als Landsitz König Eduards VIII. Das Gebäude ist im Besitz der Krone und wird derzeit von einem privaten Mieter bewohnt.

## Frühe Geschichte
Fort Belvedere wurde zwischen 1750 und 1755 für einen Bruder Georgs III. gebaut, William Augustus, Duke of Cumberland, bekannt für seine Rolle bei der Schlacht bei Fontenoy und der Schlacht bei Culloden. Zunächst war das Gebäude ein Zierbau (ein eher unter ästhetischen denn unter rein praktischen Gesichtspunkten erbautes Gebäude). Es wurde als Sommerresidenz genutzt, und von der Spitze des Fahnenmast-Turms waren sieben Grafschaften sichtbar. Die dreieckige betürmte Struktur stand mitten in einen dichten Baumbestand und überblickt Virginia Water, ein künstliches Gewässer, das die Gebrüder Thomas und Paul Sandby auf Geheiß des Herzogs anlegen ließen.
Sir Jeffry Wyatville, der auch für den Umbau von Schloss Windsor unter Georg IV. verantwortlich war, vergrößerte das Haus 1829 zur Nutzung als Jagdschloss. Es wurde unter anderem ein achteckiger Raum im nordöstlichen Teil erbaut, in dem der König regelmäßig zu Abend aß. Bei den Baumaßnahmen wurde auch das militärische Aussehen des Hauses verstärkt, obwohl es nie einen militärischen Zweck hatte. Ein Satz von 31 Kanonen, in den Jahren 1729 bis 1749 vom ersten Meistergießer der Königlichen Gießerei gegossen, wurde bis 1907 für Salutschüsse verwendet, häufig für Königin Viktoria, die das Fort oft besuchte. Der Bombardier, der für die Instandhaltung der Kanonen verantwortlich war, wohnte in der Bombardier's Cottage, die mit dem Hauptgebäude durch einen Bogengang verbunden ist.
Später wurde das Gut von einer Reihe von Mitgliedern der Königsfamilie oder ihren Bediensteten benutzt. Im Jahre 1911 wurde das alte Gebäude als Residenz umgebaut und von Arthur, 1. Duke of Connaught and Strathearn bezogen. Das Fort hat sieben Schlafzimmer.
Am Ufer des Virginia Water stehen Teile eines antiken Tempels aus Leptis Magna bei Tripolis als Gartenornament.

## König Edward VIII.
Das Gebäude stand ab 1929 leer und wurde Edward, Prince of Wales, von seinem Vater Georg V. geschenkt. Das Fort wurde der Hauptwohnsitz des Prinzen, der es ausgiebig zur Unterhaltung und als ländliche Zufluchtsstätte nutzte. Eduard wohnte zwischen 1930 und 1936 in Fort Belvedere. In dieser Zeit wurde das Innere in großem Maße von Syrie Maugham umgestaltet. Die Gartengestalterin Norah Lindsay beriet ihn bei der Anlage der Gärten, besonders bei der Auswahl der Rosen. Als er 1936 König wurde, lebte Eduard weiterhin im Fort, obwohl er nun eine viel größere Auswahl von Residenzen hatte.
Im Spätherbst 1936, als Eduard sich zum Thronverzicht gezwungen sah, nachdem die Regierungen Großbritanniens und der Dominions sich gegen eine Ehe mit Wallis Simpson ausgesprochen hatten, hielt er im Fort seine letzten Treffen mit Premierminister Stanley Baldwin ab und unterzeichnete seine Abdankungserklärung, bezeugt von seinen drei Brüdern.

## Spätere Bewohner
Im Zweiten Weltkrieg wurde das Fort vom Amt der Kommissare der Crown Estates benutzt, die aus London evakuiert worden waren. Nach dem Krieg stand das Haus leer. Zwischen 1956 und 1975 war Gerald Lascelles, ein Enkel Georgs V. und Neffe Eduards, Mieter im Rahmen einer 99-Jahres-Pacht. Er stellte die Gärten wieder her und ließ ein Schwimmbecken und einen Tennisplatz bauen. 1976 zog Raschid bin Said Al Maktum, der Emir von Dubai ein. Bis April 2021 war das Fort der Wohnsitz von Galen Weston, dem kanadischen Eigentümer von George Weston Limited, dessen Frau Hilary Weston 1996 bis 2001 Lieutenant Governor von Ontario gewesen war.
Der Crown Estate ist weiterhin Eigentümer des Anwesens, das Teil des Windsor Great Parks ist.